# Província de Vínnitsia

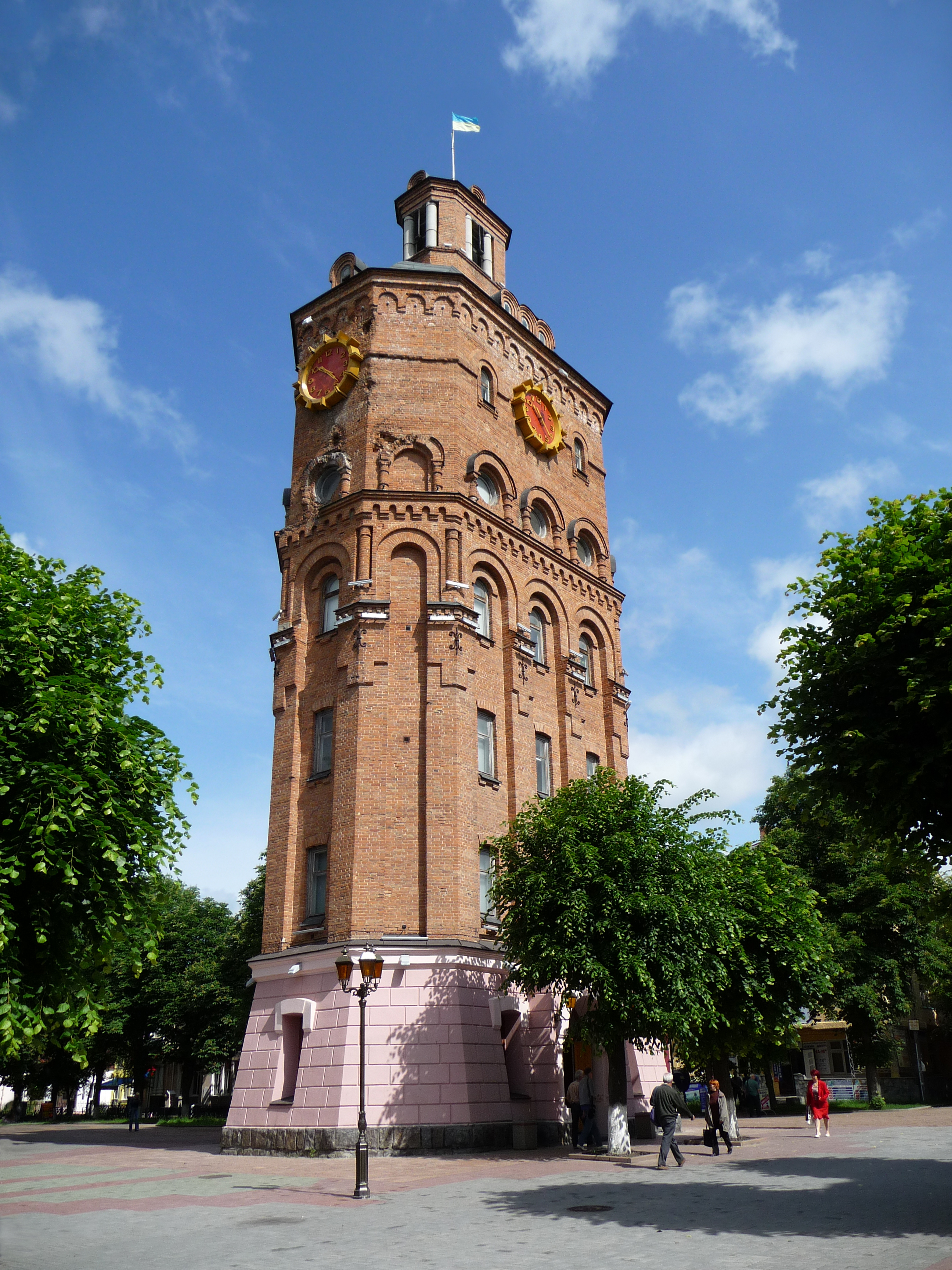
Antiga torre d'aigua de Vínnitsia, avui símbol de la ciutat.

La província de Vínnitsia (en ucraïnès: Ві́нницька область (Vínnyts'ka óblast); conegut també com a Вінниччина (Vínnytxtxyna) és una óblast (província) d'Ucraïna. Forma part de la regió històrica de Podíl·lia (Поділля). La capital és la ciutat de Vínnitsia.
Limita amb l'óblast de Jitòmir al nord, amb les províncies de Kíev, Kirovohrad i Txerkassi a l'est, amb l'óblast d'Odessa i Moldàvia al sud, una part de la frontera amb aquest darrer formant part de Transnístria, estat no reconegut dins Moldàvia, i amb les províncies de Txernivtsí i Khmelnitski a l'oest. La frontera estatal dins la província té una llargada de 202 km.

## Geografia física
La província de Vínnitsia ocupa uns 26,5 mil km², que equivalen a 4,4% del territori d'Ucraïna. Es troba al cinturó d'estepa forestal de la Ucraïna de la riba dreta.

### Hidrografia
El territori és irrigat per uns 204 rius de més de 10 km de llargada, que es troben dins les conques del Buh Meridional, el Dnièster i el Dniéper. Els rius més importants de la província són, precisament, el Buh Meridional (Південний Буг) i el Dnièster (Дністер).

## Política i govern

### Divisions administratives[2]
La província de Vínnitsia està dividida en 27 raions (sing. район, raion, pl. райо́ни, raion•y, subdivisió administrativa similar a les nostres comarques) i 6 ciutats que no depèn d'un raion sinó directament de l'óblast. Aquestes últimes són les ciutats de: Jmérinka (Жме́ринка), Koziàtin (Козя́тин), Ladíjin (Лади́жин), Mohiliv-Podilski (Могилі́в-Поді́льський), Khmílnik (Хмі́льник), i la ciutat capital de la província, Vínnitsia (Ві́нниця).
La província té un total de:
- 18 ciutats (sing: мі́сто, misto, plural: мі́ста, mista), 12 de les quals depenen d'un raion;
- 29 viles o "assentaments de tipus urbà" o SMTs (un смт, smt, се́лище місько́го ти́пу, sélysxe miskoho typu, és un municipi amb estatus de vila, és a dir, entre un poble i una ciutat);
- 1330 pobles (село́, seló); i...
- 136 llogarrets (се́лище, sélysxe, tot sol).

### Principals viles i ciutats

#### Ciutats

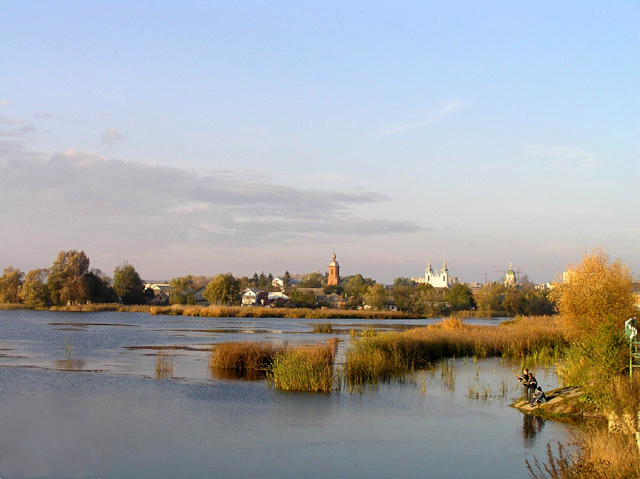
Panorama de la ciutat de Bar, amb el riu Riv o Rov (Річка Рів, Ров) a primer pla.

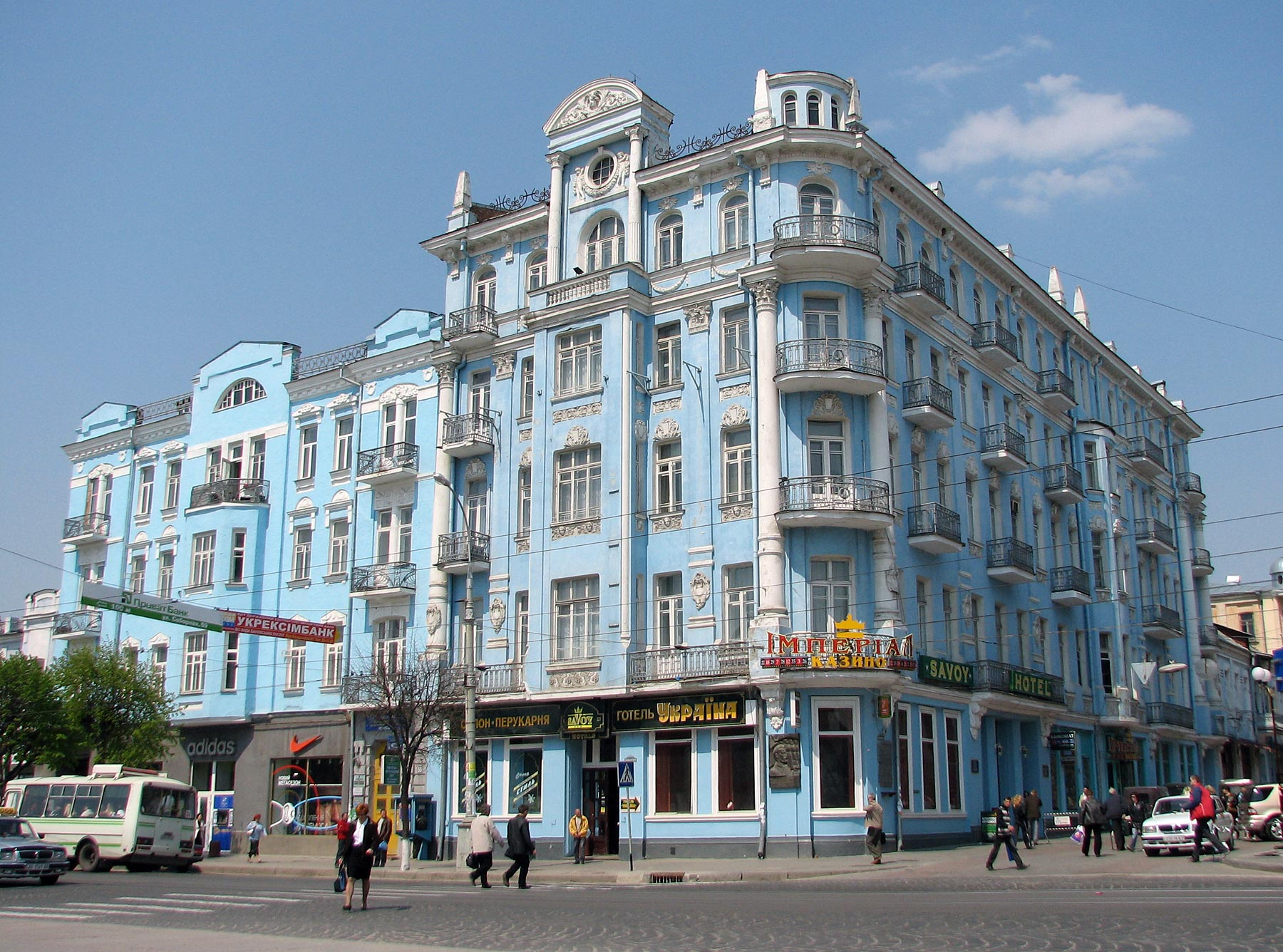
L'Hotel Savoy a Vínnitsia, obra de principis de s.XX, de l'arquitecte ucraïnès, Hryhorii Artýnov (Григо́рій Григо́рович Арти́нов, 1860-1919).

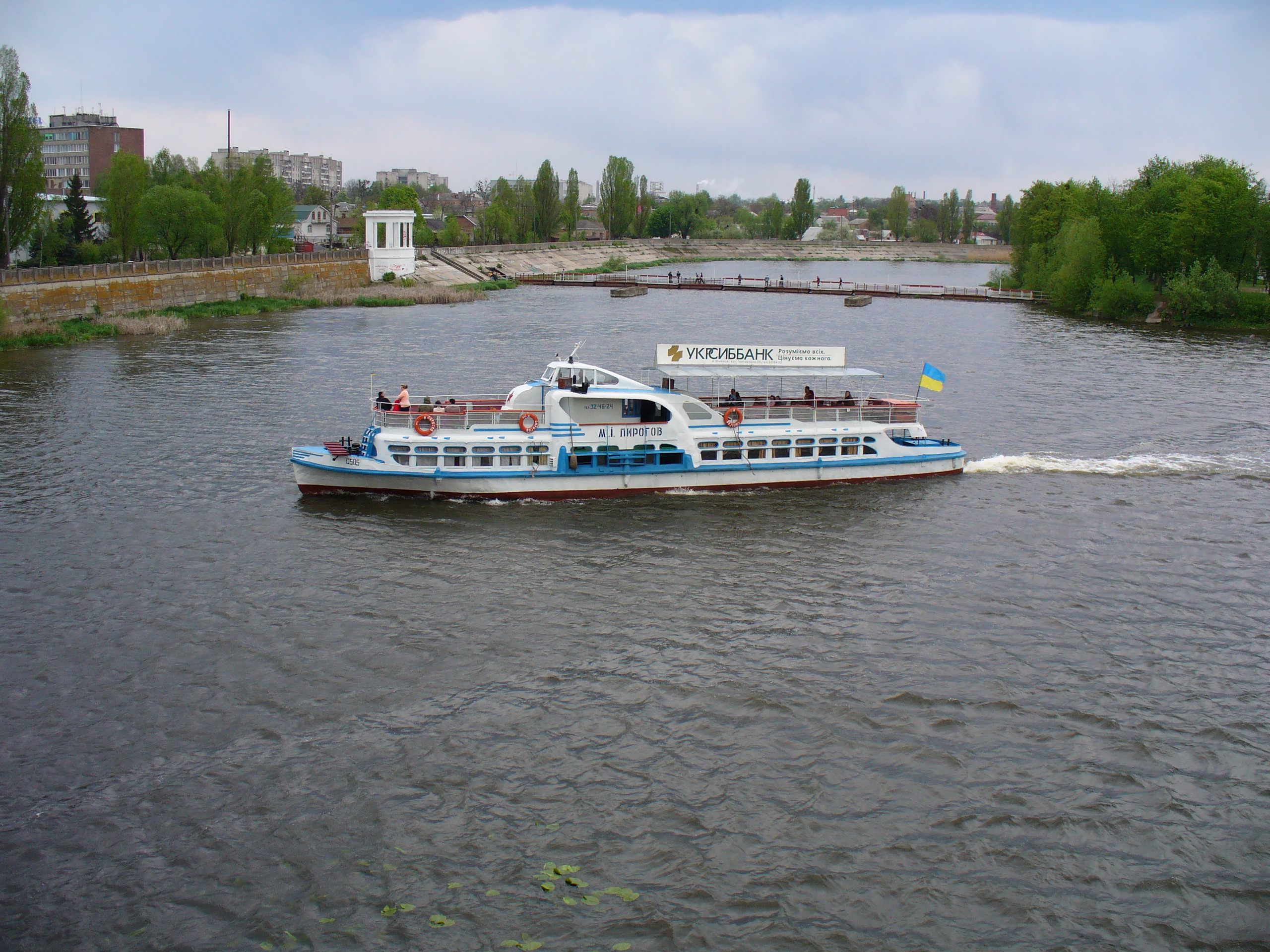
"Tramvia fluvial M. I. Pirohov" creuant el Buh Meridional a Vínnitsia, amb una illa al fons.

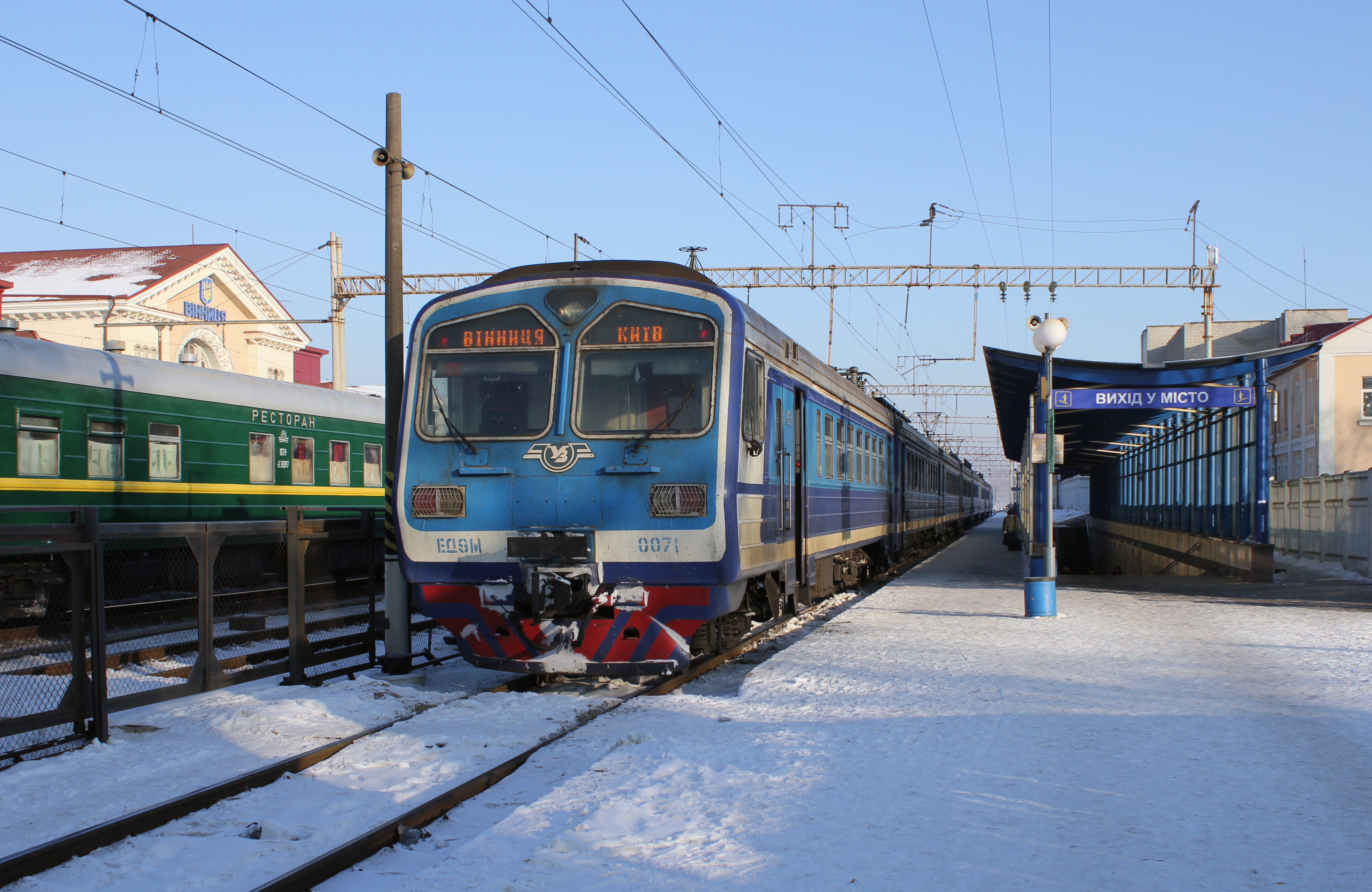
Tren elèctric a l'estació de Vínnitsia l'hivern.

| Nom transcrit al català  | Nom en ucraïnès     | Data fundació o 1a menció      | Raion                                                                           | Noms anteriors, notes, comentaris |
| ------------------------ | ------------------- | ------------------------------ | ------------------------------------------------------------------------------- | --- |
| Bar                      | Бар                 | s. XIV                         | Raion de Bar (Ба́рський райо́н, Barskyi raion)                                    | |
| Bérxad                   | Бе́ршадь             | 1459                           | Raion de Bérxad (Бе́ршадський райо́н, Bérxadskyi raion)                           | |
| Hàissyn                  | Га́йсин              | 1545 dret de Magdeburg: 1744   | Raion de Hàissyn (Га́йсинський райо́н, Hàissynskyi raion)                         | |
| Hnívany                  | Гні́вань             | 1629                           | Raion de Tývriv (Ти́врівський райо́н, Tývrivskyi raion)                           | |
| Iàmpill                  | Я́мпіль              | 1600                           | Raion de Iàmpill (Я́мпільський райо́н, Iàmpillskyi raion)                         | Es troba a la riba del Dnièster, a la frontera amb Moldàvia, i hi ha un punt d'entrada al país (aduana). A l'altre banda del riu es troba el municipi de Cosăuţi (en ucraïnès: Косеуць o Косеуци, Kosseuts o Kosseutsi). |
| Il·lintsí                | Іллінці́             | 1440                           | Raion de Il·linets (Ілліне́цький райо́н, Il·linetskyi raion)                      | |
| Jmérynka                 | Жме́ринка            | segle xviii                    | Raion de Jmérynka (Жмеринський район, Jmérynskyi raion)                         | |
| Kalýnivka                | Кали́нівка           | segle xviii                    | Raion de Kalýnivka (Кали́нівський райо́н, Kalýnivskyi raion)                      | |
| Khmílnyk                 | Хмі́льник            | 1362 dret de Magdeburg: 1442   | Raion de Khmílnyk (Хмільни́цький райо́н, Khmilnytskyi raion)                      | |
| Koziàtyn                 | Козя́тин             | 1870; 1a menció: 1734          | Terme municipal de Koziàtyn (Козятинська міськрада, Koziàtynska miskrada        | El 1734 és la primera menció d'un poble o una vila a l'indret. La data posterior correspon a la "fundació oficial" del municipi actual, allà on hi havia o on havia hagut un poble.                                      |
| Ladýjyn                  | Лади́жин             | s. XIV; 1a menció: 1240        | Terme municipal de Ladýjyn (Ладижинська міськрада, Ladýjynska miskrada)         | Nom antic: Kaladýjyn (Каладижин) |
| Lypovets                 | Липове́ць            | 1545 dret de Magdeburg: s. XVI | Raion de Lypovets (Липове́цький райо́н, Lypovetskyi raion)                        | |
| Mohiliv-Podilskyi        | Могилі́в-Поді́льський | 1595; 1a menció: 1450          | Raion de Mohiliv-Podilskyi (Могилі́в-Поді́льський райо́н, Mohiliv-Podilskyi raion) | Nom antic: Mohylev o Mohiliv na Dnistrí (Могиле́в, Могилі́в-на-Дністрі́) |
| Nemíriv                  | Неми́рів             | 1506 dret de Magdeburg: 1581   | Raion de Nemíriv (Неми́рівський райо́н, Nemírivski raion)                         | |
| Pohrebysxe (Pohrebyxtxe) | Погреби́ще           | 1148 dret de Magdeburg: 1569   | Raion de Pohrebysxe (Погреби́щенський райо́н, Pohrebýsxenkyi raion)               | nom antic: Rokýtnia (Рокитня) |
| Tultxýn                  | Тульчи́н             | 1607 dret de Magdeburg: 1787   | Raion de Tultxýn (Тульчи́нський райо́н, Tultxynskyi raion)                        | |
| Vínnitsia                | Ві́нниця             | 1355 dret de Magdeburg: 1640   | Raion de Vínnitsia (Ві́нницький райо́н, Vínnytskyi raion)                         | La capital de l'óblast, és banyada pel Buh meridional. |
| Xàrhorod                 | Ша́ргород            | 1585 dret de Magdeburg: 1588   | Raion de Xàrhorod (Ша́ргородський райо́н, Xàrhorodskyi raion)                     | |

#### Viles

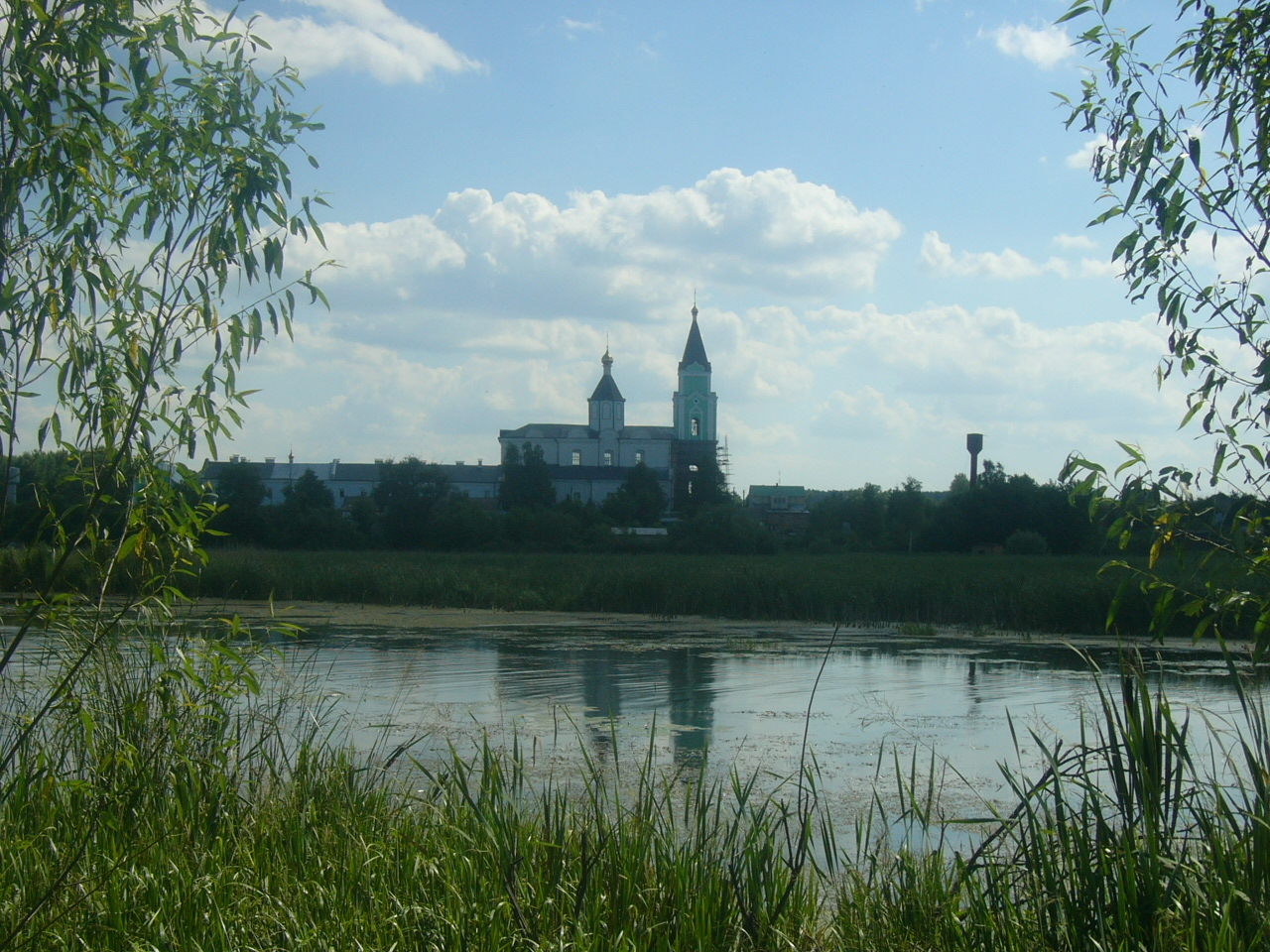
El riu Riv al seu pas per la vila de Braïliv.

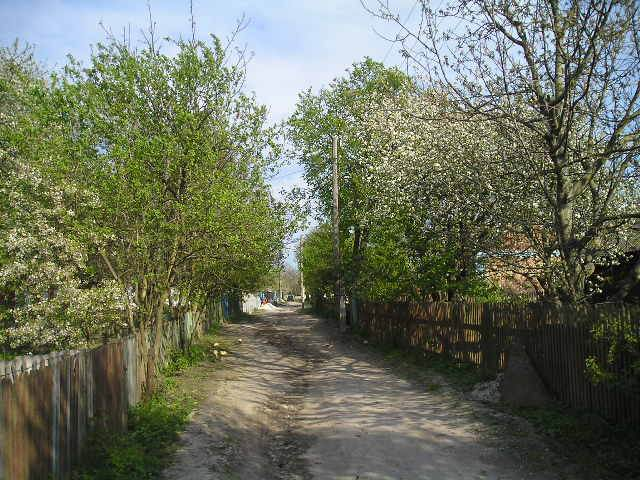
Carrer dels Pioners a la vila de Hlúkhivtsi.

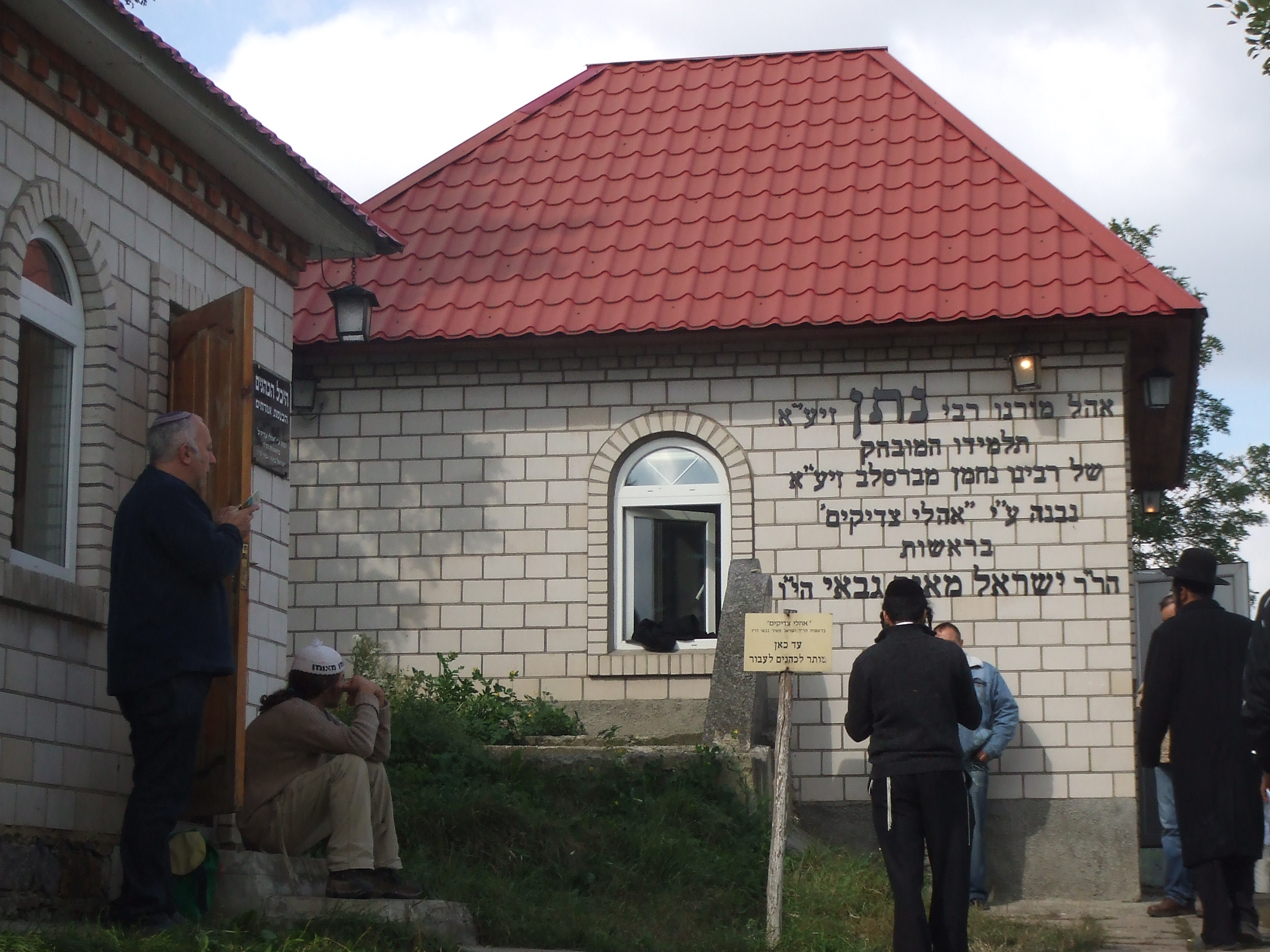
La tomba del jueu hassídic, Nathan de Breslev, lloc de pelegrinatge dels jueus, a Bràtslav.

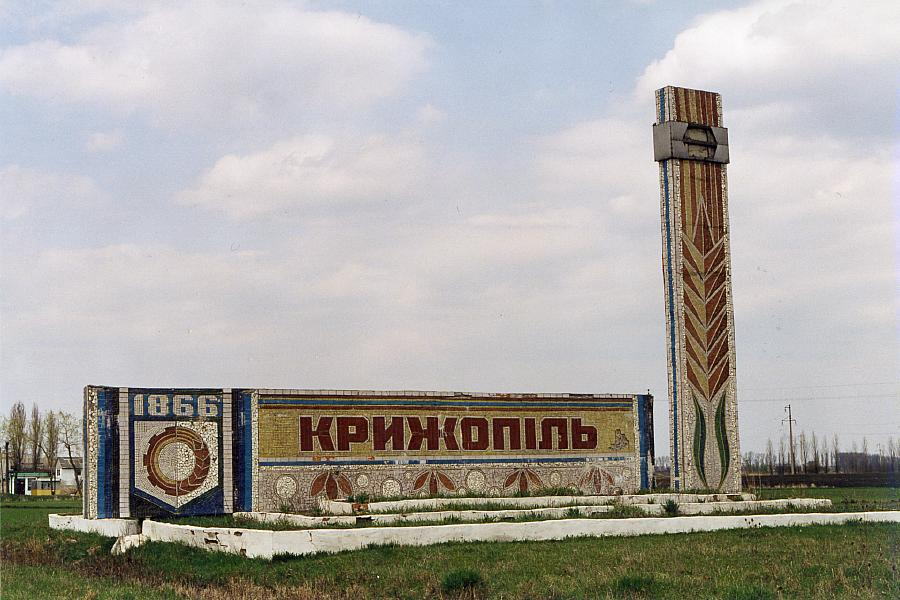
Cartell d'entrada a Kryjópill, d'època soviètica.

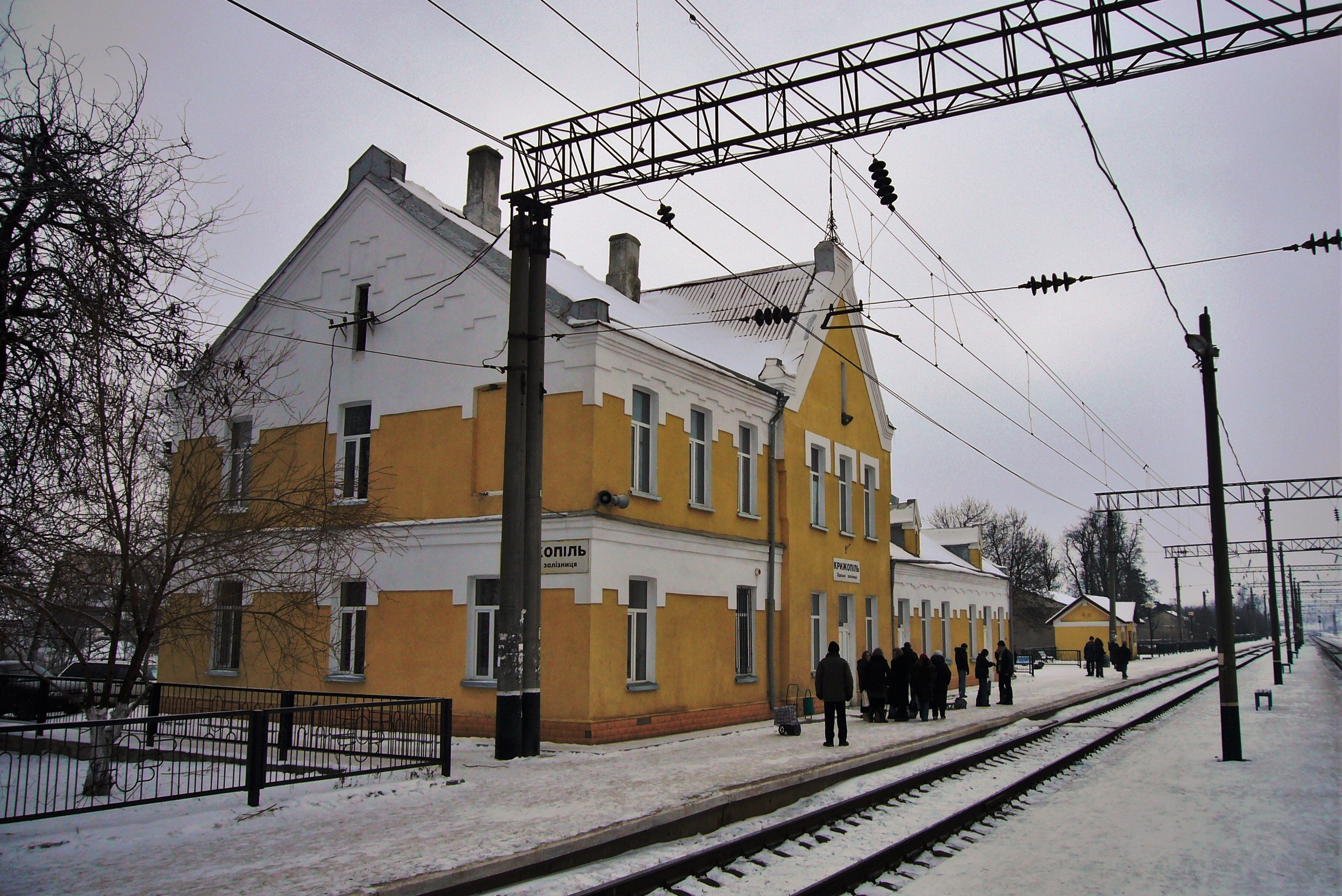
Estació de tren de Kryjópill l'hivern.

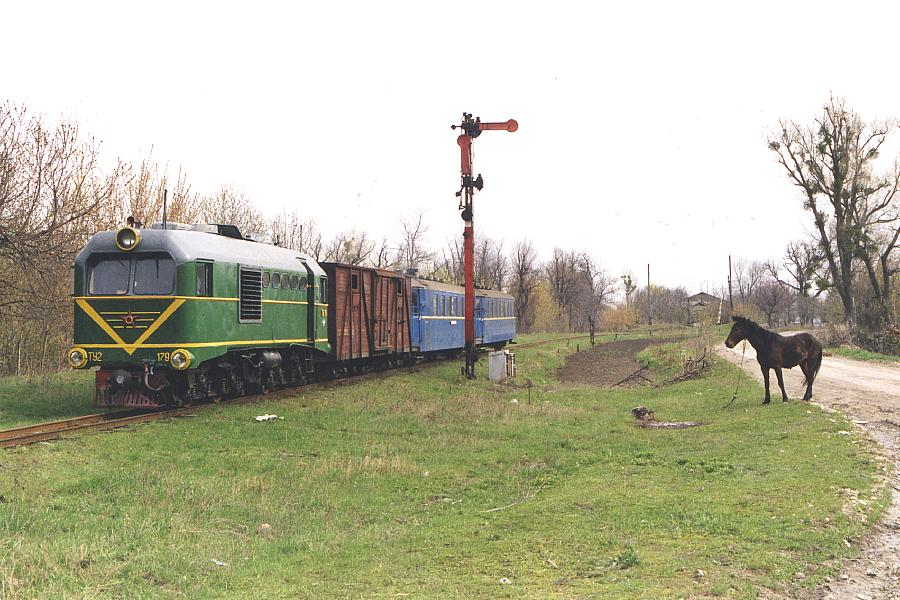
Tren sobre via estreta i cavall a Rúdnytsia.

El següent és una taula de totes les viles de l'óblast, anomenades "assentaments de tipus urbà" (се́лище місько́го ти́пу, sélysxe miskoho typu, o смт, smt).
| Nom transcrit al català     | Nom en ucraïnès         | Data fundació o 1a menció | Raion                                                                                   | Notes, comentaris                                              |
| --------------------------- | ----------------------- | ------------------------- | --------------------------------------------------------------------------------------- | -------------------------------------------------------------- |
| Braiíliv (Bràiiliv)         | Браї́лів (Бра́їлів)       | 1440                      | Raion de Jmérynka (Жмеринський район, Jmérynskyi raion)                                 |                                                                |
| Bràtslav (Bràslav)          | Бра́цлав (Бра́слав)       | 1362                      | Raion de Nemýriv (Неми́рівський райо́н, Nemýrivskyi raion)                                |                                                                |
| Brodetske                   | Броде́цьке               | 1712                      | Raion de Koziàtyn (Козятинський райо́н, Koziàtynskyi raion)                              |                                                                |
| Dàixiv (Daixiv)             | Да́шів (Даші́в)           | 1451                      | Raion de Il·linets (Ілліне́цький райо́н, Il·linetskyi raion)                              |                                                                |
| Desnà                       | Десна́                   | ?; vila des de 1984       | Raion de Vínnytsia (Ві́нницький райо́н, Vínnytskyi raion)                                 |                                                                |
| Hlúkhivtsi                  | Глу́хівці                | 1595                      | Raion de Koziàtyn (Козятинський райо́н, Koziàtynskyi raion)                              |                                                                |
| Kyrnassivka                 | Кирнасі́вка              | segle xviii               | Raion de Tultxýn (Тульчи́нський райо́н, Tultxynskyi raion)                                | nom antic: Краснопі́лля, Krasnopíl·lia                          |
| Kopaihórod (Kopàihorod)     | Копайго́род (Копа́йгород) | 1694                      | Raion de Bar (Ба́рський райо́н, Barskyi raion)                                            |                                                                |
| Kryjópill                   | Крижо́піль               | 1866                      | Raion de Kryjópill (Крижопільський район, Krijópillskyi raion)                          |                                                                |
| Lítyn                       | Лі́тин                   | 1431                      | Raion de Lítyn (Лі́тинський райо́н, Lítynskyi raion)                                      |                                                                |
| Muróvani Kurýlivtsi         | Муро́вані Кури́лівці      | 1453                      | Raion de Muróvani Kurýlivtsi (Мурованокури́ловецький райо́н, Murovanokurýlovetskyi raion) |                                                                |
| Oràtiv                      | Ора́тів                  | 1448                      | Raion d'Oràtiv (Ора́тівський райо́н, Oràtivskyi raion)                                    |                                                                |
| Pisxanka (Pixtxanka)        | Піща́нка                 | ?; vila des de 1956       | Raion de Pisxanka (Піщанський райо́н, Pisxanksyi raion)                                  |                                                                |
| Rúdnytsia                   | Ру́дниця                 | segle xix                 | Raion de Pisxanka (Піщанський райо́н, Pisxanksyi raion)                                  |                                                                |
| Stryjavka                   | Стрижа́вка               | 1552                      | Raion de Vínnitsia (Ві́нницький райо́н, Vínnytskyi raion)                                 |                                                                |
| Sútysky                     | Су́тиски                 | segle xvi                 | Raion de Nemýriv (Неми́рівський райо́н, Nemýrivskyi raion)                                |                                                                |
| Sýtkivtsi                   | Си́тківці                | 1545                      | Raion de Tývriv (Ти́врівський райо́н, Tývrivskyi raion)                                   |                                                                |
| Téplyk                      | Те́плик                  | segle xv                  | Raion de Téplyk (Те́плицький райо́н, Téplytskyi raion)                                    |                                                                |
| Tývriv                      | Ти́врів                  | 1505                      | Raion de Tývriv (Ти́врівський райо́н, Tývrivskyi raion)                                   |                                                                |
| Tomàixpill                  | Тома́шпіль               | 1616                      | Raion de Tomàixpill (Тома́шпільський райо́н, Tomàixpillskyi raion)                        |                                                                |
| Trostianets                 | Тростяне́ць              | 1598                      | Raion de Trostianets (Тростяне́цький райо́н, Trostianetskyi raion)                        | nom antic: Адамгород, Àdamhorod                                |
| Turbiv                      | Турбі́в                  | 1545                      | Raion de Lýpovets (Ли́повецький райо́н, Lýpovetskyi raion)                                |                                                                |
| Txernivtsí                  | Чернівці́                | 1392                      | Raion de Txernivtsí (Черніве́цький райо́н, Txernivetskyi raion)                           | No s'ha de confondre amb la capital de l'óblast de Txernivtsí. |
| Txetxélnyk                  | Чече́льник               | 1635                      | Raion de Txetxélnyk (Чече́льницький райо́н, Txetxélnytskyi raion)                         |                                                                |
| Vapniarka                   | Вапня́рка                | 1870                      | Raion de Tomàixpill (Тома́шпільський райо́н, Tomàixpillskyi raion)                        |                                                                |
| Vendytxan·y                 | Вендича́ни               | segle xvi                 | Raion de Mohyliv-Podilskyi (Могилі́в-Поді́льський райо́н, Mohyliv-Podilskyi raion)         |                                                                |
| Voronóvytsia (Voronovýtsia) | Вороно́виця (Воронови́ця) | 1545                      | Raion de Vínnitsia (Ві́нницький райо́н, Vínnytskyi raion)                                 |                                                                |
| Xpýkhiv                     | Шпи́ків                  | 1507                      | Raion de Tultxýn (Тульчи́нський райо́н, Tultxynskyi raion)                                |                                                                |
| Zaliznytxne                 | Залізни́чне              | 1925                      | Terme municipal de Koziàtyn (Козятинська міськрада, Koziàtynska miskrada)               |                                                                |

## Economia
A l'óblast de Vínnitsia s'hi fabriquen alguns dels productes més emblemàtics del país, com ara la horilka (vodka) "Nemiroff", originari de la ciutat de Nemýriv i que avui dia gaudeix de gran renom internacional, i els xocolates i bombons Roshen, fundada pel polític i home de negocis Petrò Poroixenko, entre d'altres.

## Cultura

### Llocs i dades d'interès
- Poblat escita de Nemýriv (Немирівське скіфське городище), un conjunt arqueològic a uns 4 kilòmetres de Nemýriv, a l'est de la regió de Podíl·lia. Data del 500 a 700 abans de la nostra era, i fou un poblat de la cultura escita. Entre els anys 900 i 1250 de la nostra era, al mateix lloc es trobava un assentament dels Rus de Kíev.

- Monument històric i cultural de Buixa (Державний історико-культурний заповідник «Буша»), consisteix en un conjunt de 8 elements al poble de Buixa, raion de Iàmpill: 
  - Quatre d'aquests elements són conjunts arqueològics que daten dels segles III abans de la nostra era fins al xii de la nostra era.
  - Restes d'una fortalesa i túnels dels segles XVI al xvii.
  - Edifici consistorial del segle xvi (avui part d'una finca privada).
  - Temple precristià i cristià dels segles V al xvi, tallat a la roca, amb relleus únics del període eslau antic.
  - Cementiri dels segles XVIII-xix.

Al territori del monument també s'hi troben els museus arqueològic, etnogràfic i militar de Buixa, el museu de ceràmica de Podíl·lia, i un parc extens d'escultures històriques i modernes on es fa una trobada anual internacional d'escultors en pedra. Vegeu la pàgina oficial del Monument (en rus), un article sobre el monument (en ucraïnès, + fotos) i un altre article i fotos del parc d'escultures (en ucraïnès). Malauradament, el parc d'escultures va ser objecte de vandalisme l'any 2000.
- Quarter general "Werwolf", de Hitler (en alemany: Führerhauptquartier Werwolf; en ucraïnès: Ставка Гітлера «Вервольф»). Un testimoni de la Segona Guerra Mundial, és el quarter general que es va fer construir Hitler a uns 8 kilòmetres al nord de Vínnitsia. Va ser construït entre el 1941 i el 42 per uns 8.000 presoners de l'organització Todt i uns 1.000 treballadors forçats ucraïnesos. Aquí s'hi van fer moltes matances, en particular de jueus, a mans de les forces d'ocupació nazis. Avui està mig enrunat i és monument històric. L'interior és inaccessible.

### Personatges
Algunes persones nascudes a l'óblast o relacionades amb ella, en ordre cronològic de naixement.

#### Escriptors
- Mykhailo Kotsiubynskyi (Миха́йло Миха́йлович Коцюби́нський, Mykhailo Mykhàilovytx Kotsiubynskyi, Vínnitsia, 1864 - Txerníhiv, 1913), un dels escriptors ucraïnesos més famosos de tots els temps, prosista modernista, dramaturg, intel·lectual, home polític, activista polític, líder de la Renaixença Ucraïnesa a Txerníhiv, i un dels organitzadors de la Germandat dels Tarasseus, o Germandat de Taràs (Братство тарасівців, Bratstvo taràssivtsiv), associació política liberal clandestina actiu en el camp de l'activisme ucraïnès de tendència independentista, format per un grup important d'intel·lectuals. Fou actiu en el moviment socialista també. Formà part de la comissió per lluitar contra la plaga de la fil·loxera a la regió d'Odessa del 1892-96. En el camp de la literatura, fou un dels millors representants de l'existencialisme europeu. Una de les seves obres més conegudes és la novel·la curta en dos parts, Fata Morgana (1904, 1910). També va escriure Ombres d'avantpassats oblidats, (Тіні забутих предків, Tini zabútykh predkiv, 1911), sobre el qual es basà la pel·lícula homònima, de Sargis o Sergo Paradjànov, feta el 1964. L'anomenaven "adorador del sol" (Сонцепоклонник) i "gira-sol" (Сонях), a causa del seu amor al sol, a les flors i als infants. Kotsiubynskyi parlava nou idiomes estrangers, entre ells el grec, el tàtar de Crimea i el rom o romaní, l'idioma dels gitanos. Les seves obres s'han traduït a diversos idiomes.

- Volodýmyr Svidzinskyi (Володи́мир Євти́мович o Юхи́мович Свідзі́нський, Volodýmyr Ievtýmovytx o Iukhýmovytx Svidzinskyi, poble de Maiàniv, actual óblast de Vínnitsia, 1885 - poble de Nepokryte, actual Xestakove, óblast de Khàrkiv, 1941), poeta, periodista i traductor. El 1941 fou detingut per l'NKVD (òrgan soviètic que precedí el KGB) el 27 de setembre i cremat viu el 18 d'octubre junt amb altres presoners en uns edificis abandonats del poble de Nepokryte, óblast de Khàrkiv, el dia abans de l'entrada de les tropes alemanyes a Khàrkiv.[3][4]

- Nina Hnatiuk (Ні́на Юхи́мівна Гнатю́к, Nina Iukhýmivna Hnatiuk, poble de Bezvodne, óblast de Vínnitsia, 1947), poeta, periodista, locutora de ràdio.

#### Artistes, escultors
- Oleksíi Alióixkin (Олексій Альошкін; Luhansk, óblast de Luhansk, 1957), és escultor, principalment en pedra però també en fusta. Viu a un poble de l'óblast de Vínnitsia des del 1980. Junt amb la seva dona, la Liudmyla Safo (Людмила Сафо) i tres dels seus cinc fills (el Petrò la Daryna i l'Oleksiï petit), també fa ceràmica, art gràfica, "vytenanka" (tècnica típica ucraïnesa de "pintures"-collage fetes amb paper retallat), i s'ocupa del teatre de titelles i ombres. Vegeu algunes de les seves obres a la pàgina de "Rukotvory" ("Obres fetes a mà").

- Liudmyla Safo (Людмила Сафо, nom real: Людмилa Вікторівна Альошкінa-Сафонова, Liudmyla Viktórivna Alióixkina-Safónova; Minsk, Belarús, 1957), escultora, principalment en pedra però també en fusta, pintora, il·lustradora i professora d'art. Viu a un poble de l'óblast de Vínnitsia des del 1980. Junt amb el seu home, l'Oleksíi Alióixkin (Олексій Альошкін) i tres dels seus cinc fills (el Petrò, la Daryna i l'Oleksiï petit), també fa ceràmica, art gràfica, "vitenanka" (tècnica típica ucraïnesa de "pintures"-collage fetes amb paper retallat), i s'ocupa del teatre de titelles i ombres. Vegeu algunes de les seves obres a la pàgina de "Rukotvory" (Obres fetes a mà).

#### Músics
- Mykola Leontóvytx (Мико́ла Дми́трович Леонто́вич, Mykola Dmýtrovytx Leontóvytx; poble de Monastyrok, actual óblast de Vínnitsia, 1877 - poble de Markivka, a la mateixa óblast, 1921), compositor, director de cors, pedagog i figura pública. Autor de les conegudes peces per a cors basades en cançons tradicionals ucraïneses, com ara "Xedryk" («Щедрик», una divinitat del panteó eslau precristià), "El [pastor] flautista" («Дударик», Dudàryk) o "Porten el cosac" («Козака несуть»). La seva versió de "Xedryk" ha esdevingut coneguda per tot el món a través dels EUA, on es va popularitzar com a nadala sota el nom de "Carol of the Bells" (Nadala de les campanes).

#### Polítics, revolucionaris, bandolers, etc
- Ustym Karmaliuk (Усти́м Яки́мович Кармaлю́к o Кармeлюк, Ustym Iakýmovytx Karmaliuk o Karmeliuk; poble de Holóvtxyntsi, Podilska hubèrnia, ara el poble de Karmaliúkove, óblast de Vínnitsia, 1787 - poble de Xliakhoví Korýtxyntsi, óblast de Khmelnitski, 1835), heroi nacional ucraïnès, anomenat el "Robin Hood de Podíl·lia" o el "Robin Hood d'Ucraïna", serf-pagès tornat bandoler revolucionari, va ser líder del moviment insurgent a Podíl·lia el 1813-1835 contra l'opressió del poble a mans de l'imperi Rus.

#### Religiosos
- Nathan de Breslev (també conegut com a Natan de Brastlav o Reb Noson); nom original: Nathan Sternhartz; Nemýriv, 1780 – Bràtslav, óblast de Vínnitsia, 1844) jueu hassídic, deixeble principal i escriva del Rabí Nakhman o Nachman de Bràtslav (Medzhýbizh, óblast de Khmelnitski, 1772 – Uman, óblast de Txerkassi, 1810, va ser el fundador de la dinastia i el moviment hassídic de Bràtslav o Bréslov, fou un líder espiritual, i va començar a organitzar els pelegrinatges a la tomba del seu mestre, el rabí Nakhman, a Úmany.

## Galeria de fotos

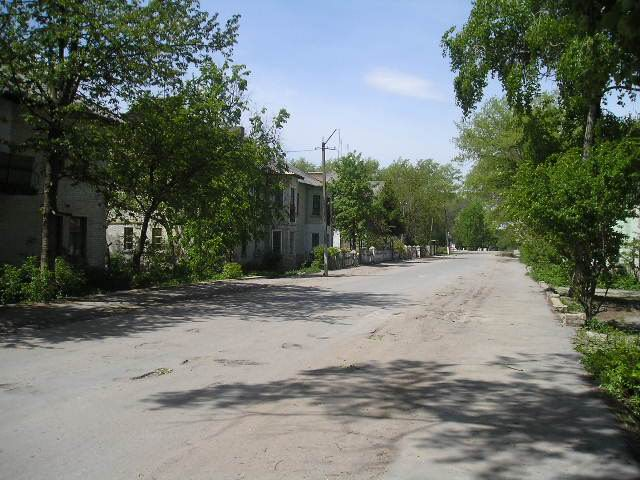
Carrer a la vila de Hlúkhivtsi.

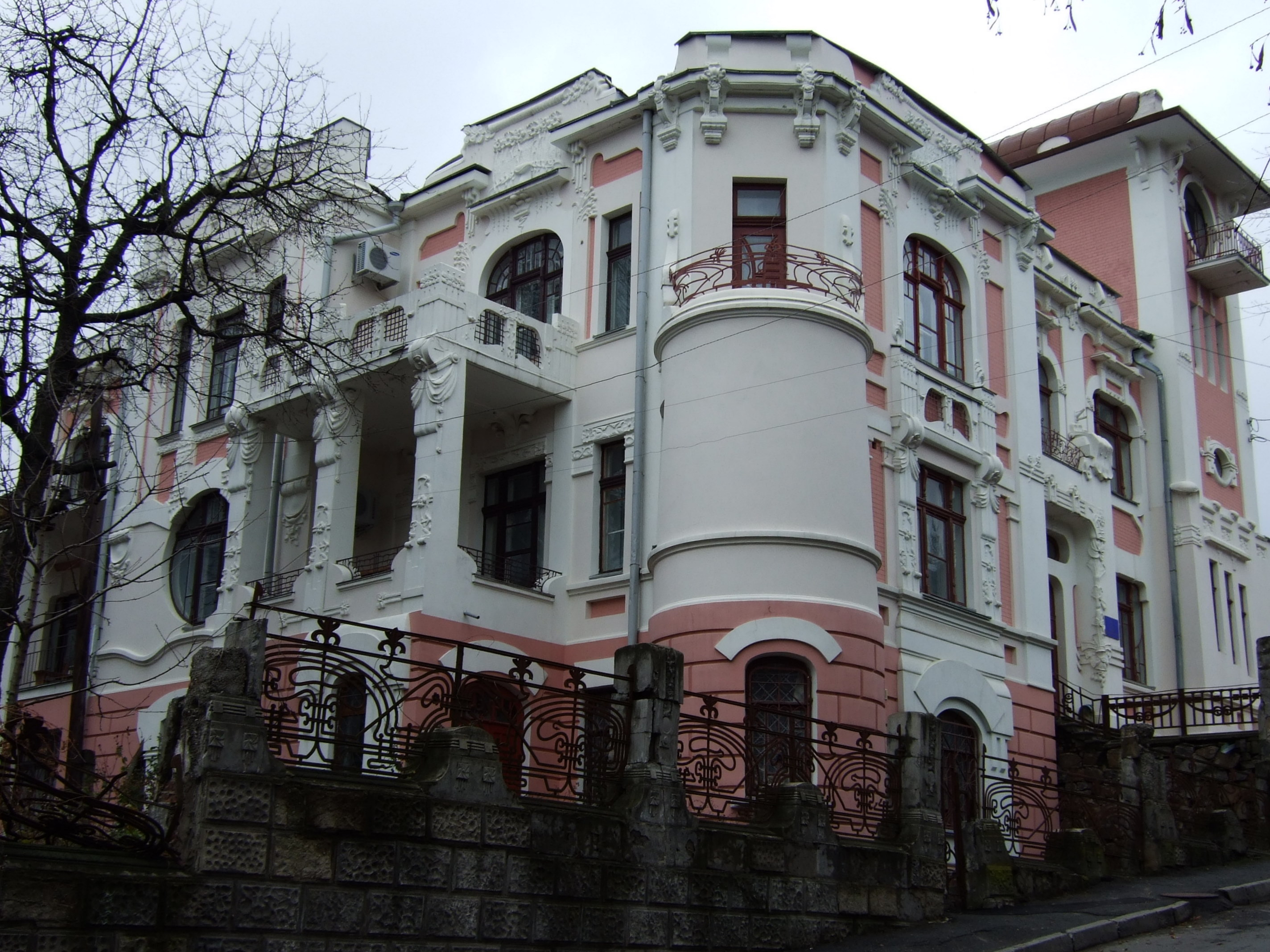
Casa modernista a Vínnitsia, obra de l'arquitecte ucraïnès, V. P. Lystovytxnyi (В. П. Листовичний.

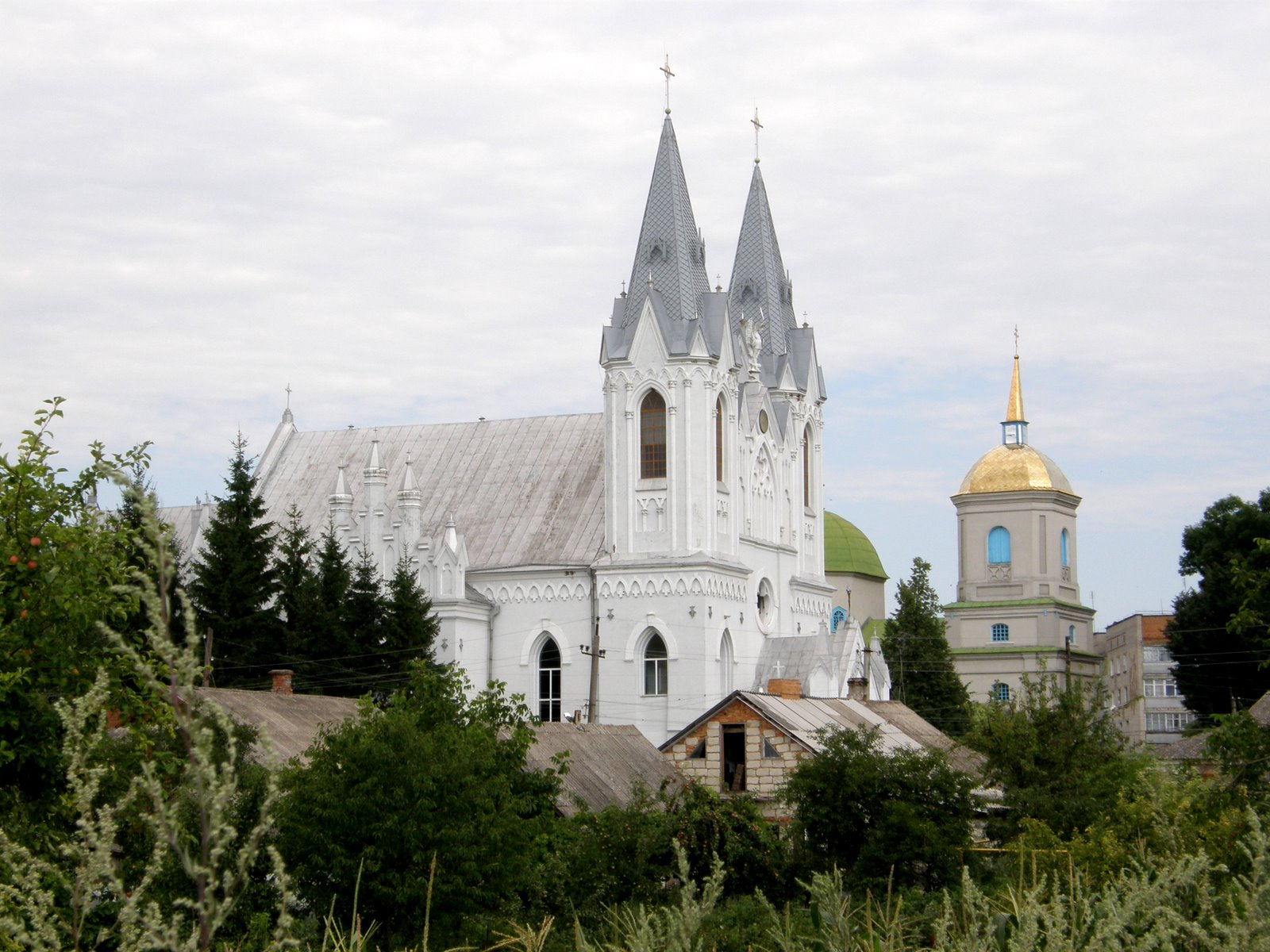
Església catòlica de Santa Anna (Костел св. Анни, 1811, afegitons o reconstrucció el 1908) a Bar.
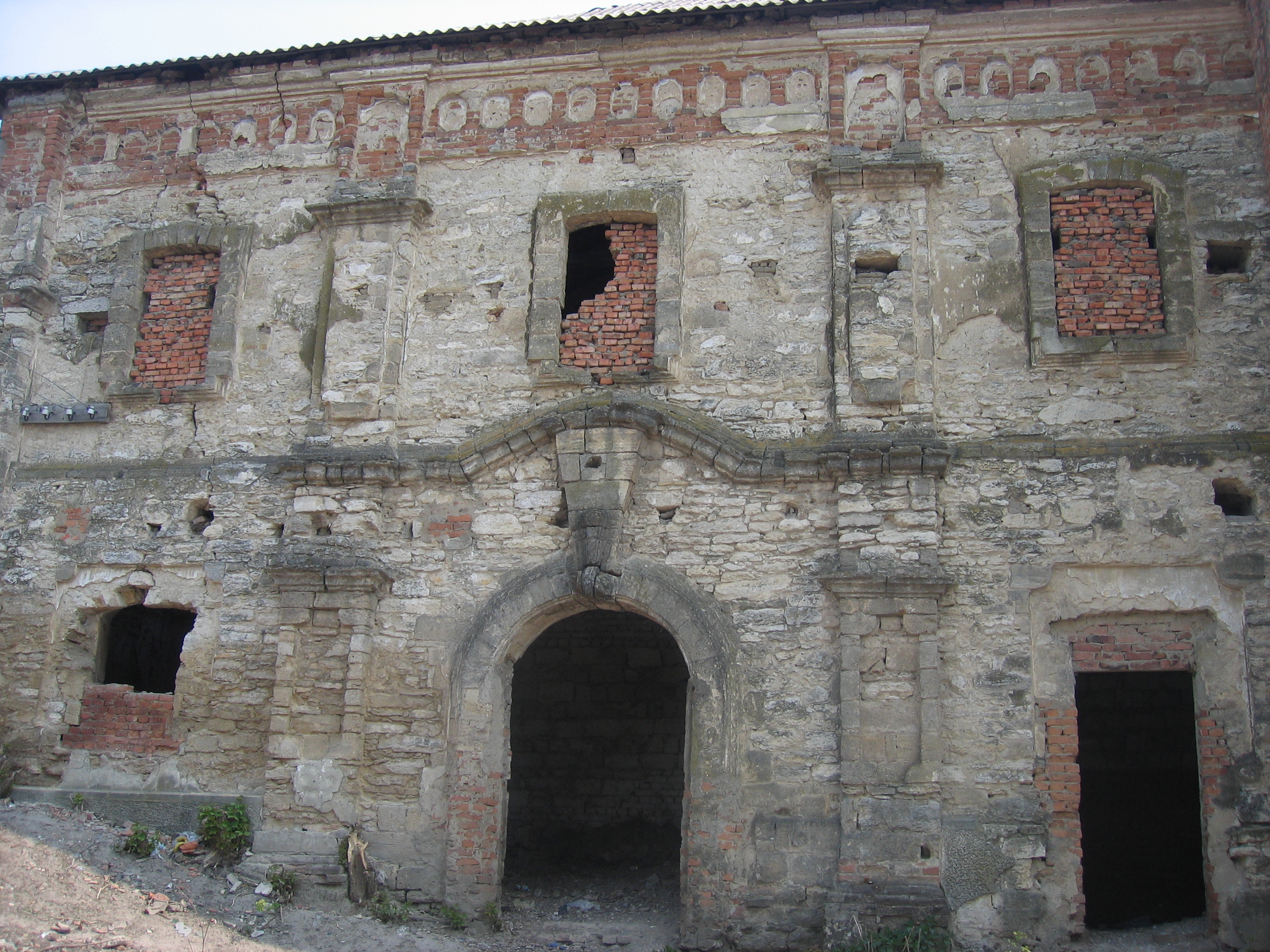
Antiga sinagoga de Txetxélnyk en estat semiderruït el 2005.
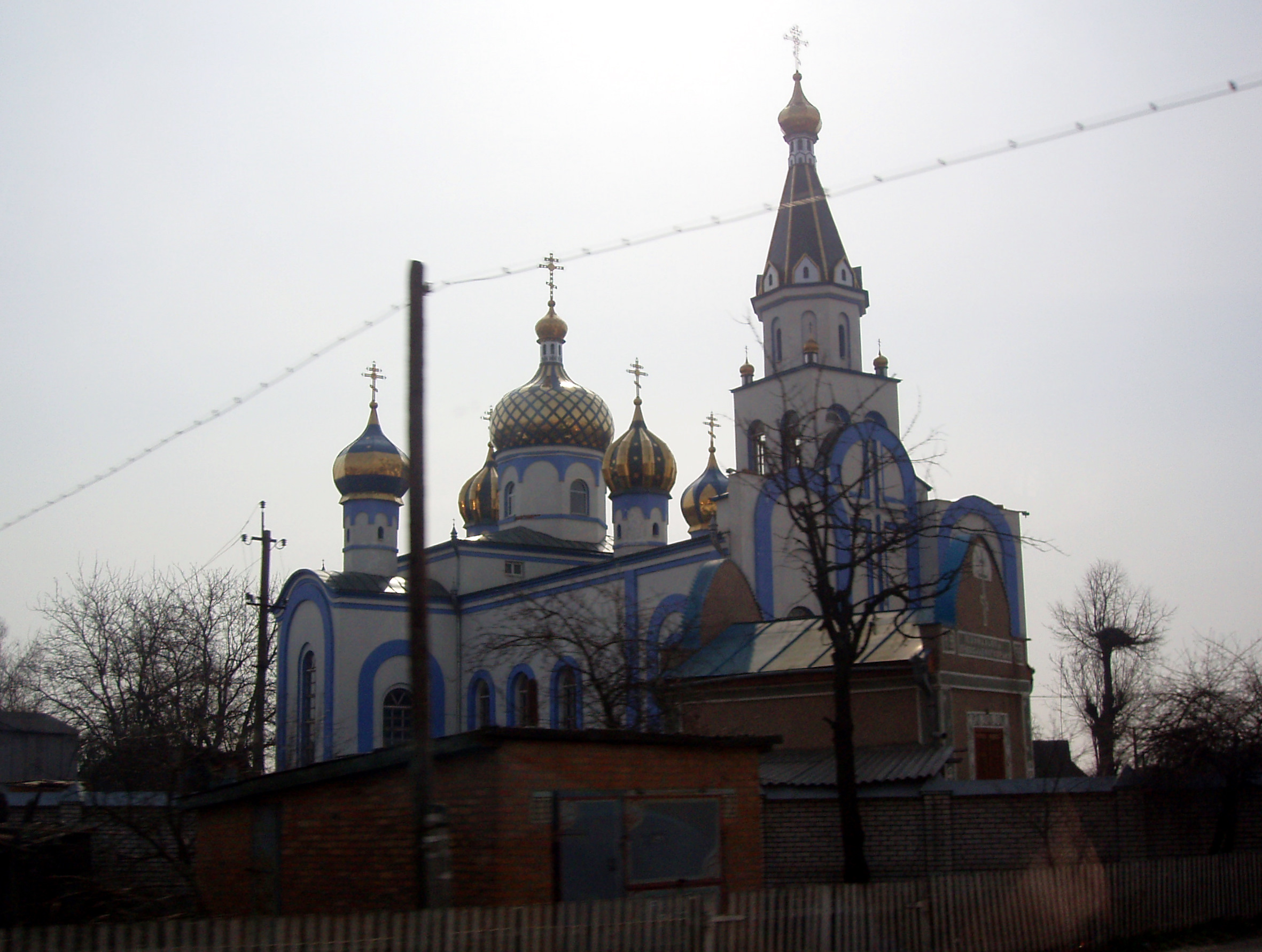
Església ortodoxa a Kalýnivka.
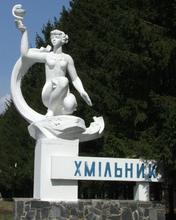
Cartell d'entrada a Khmílnyk.
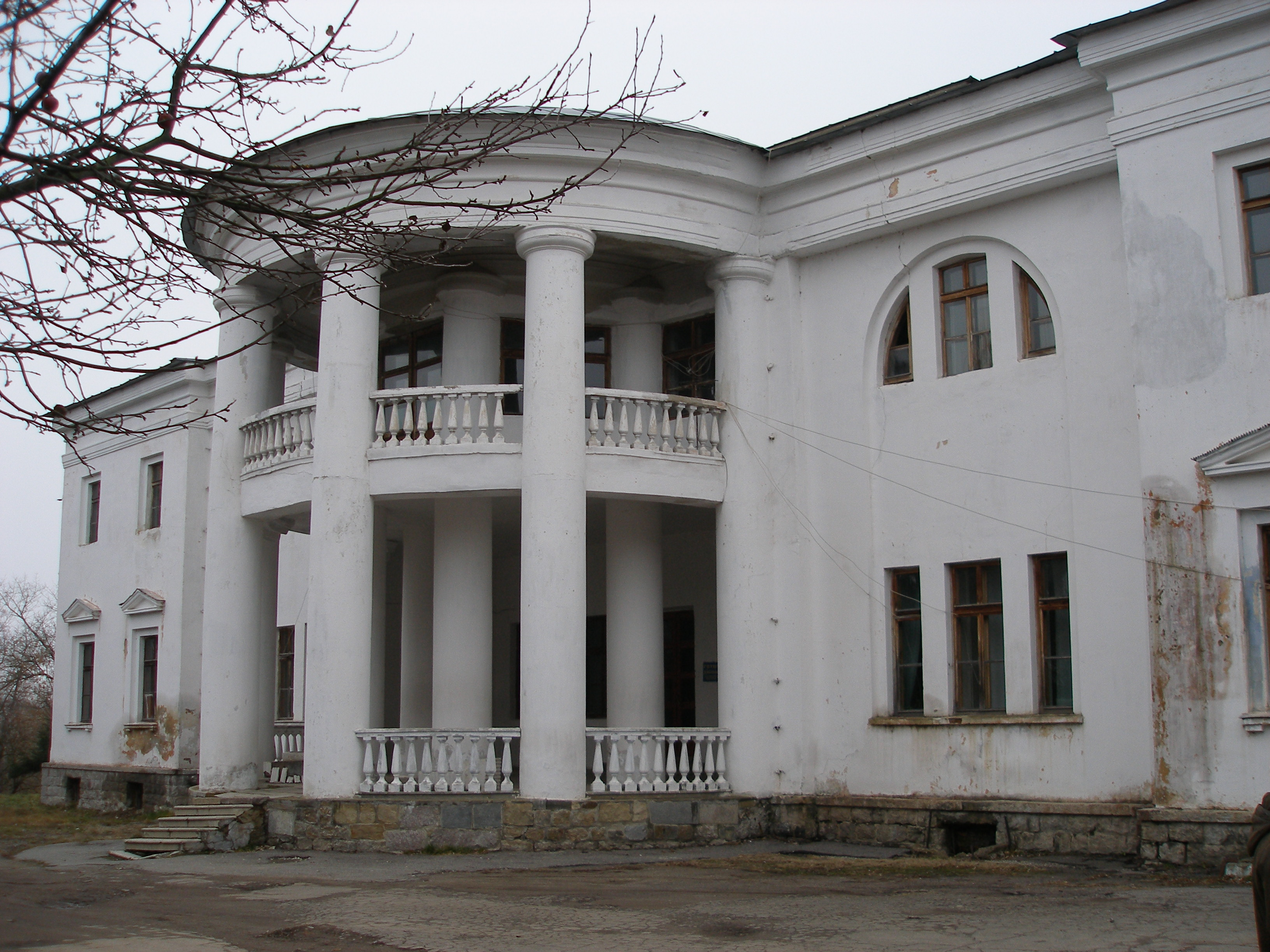
Palau dels Ksido a la ciutat de Khmílnyk.
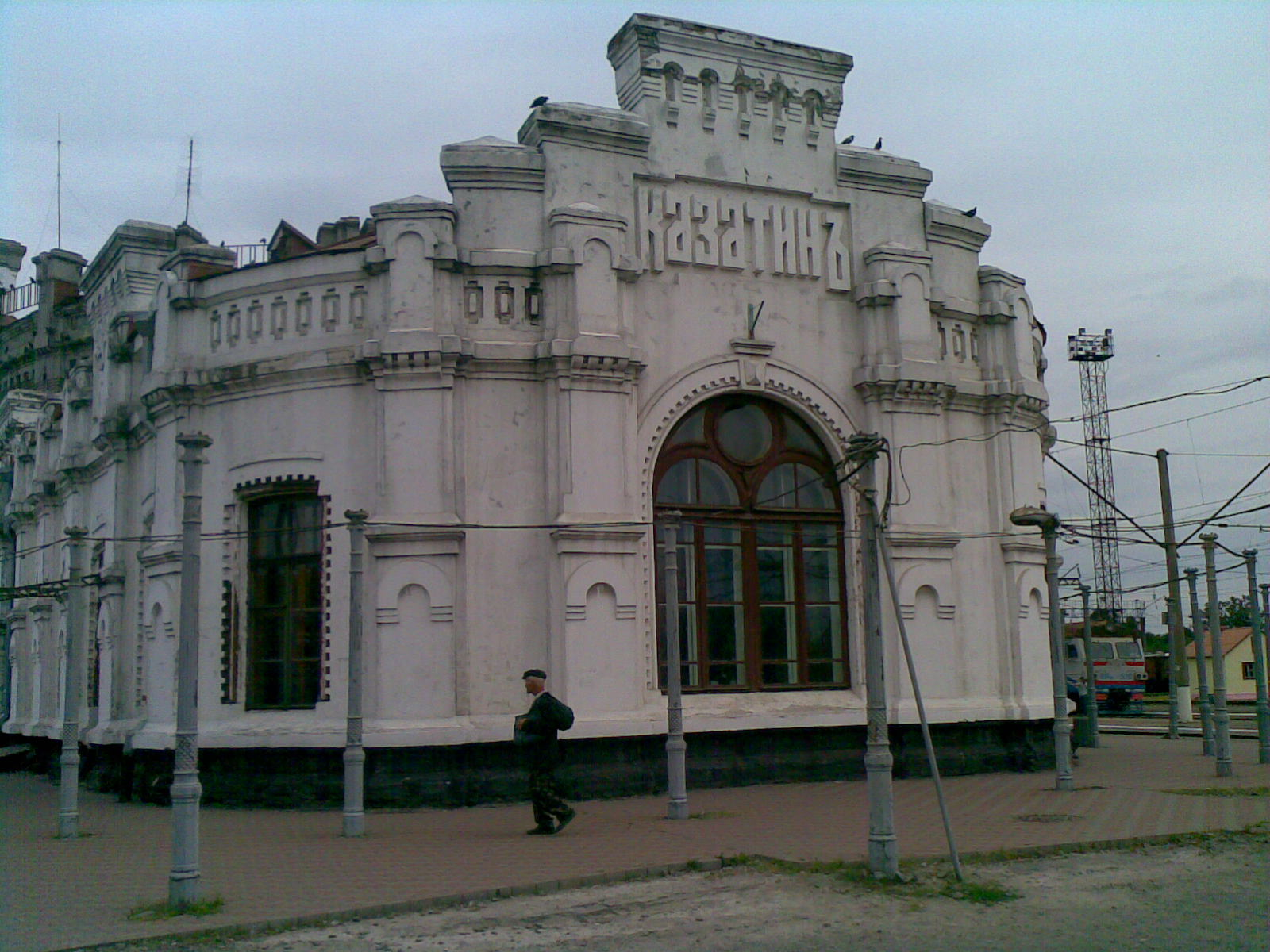
Estació de tren de Koziàtyn.
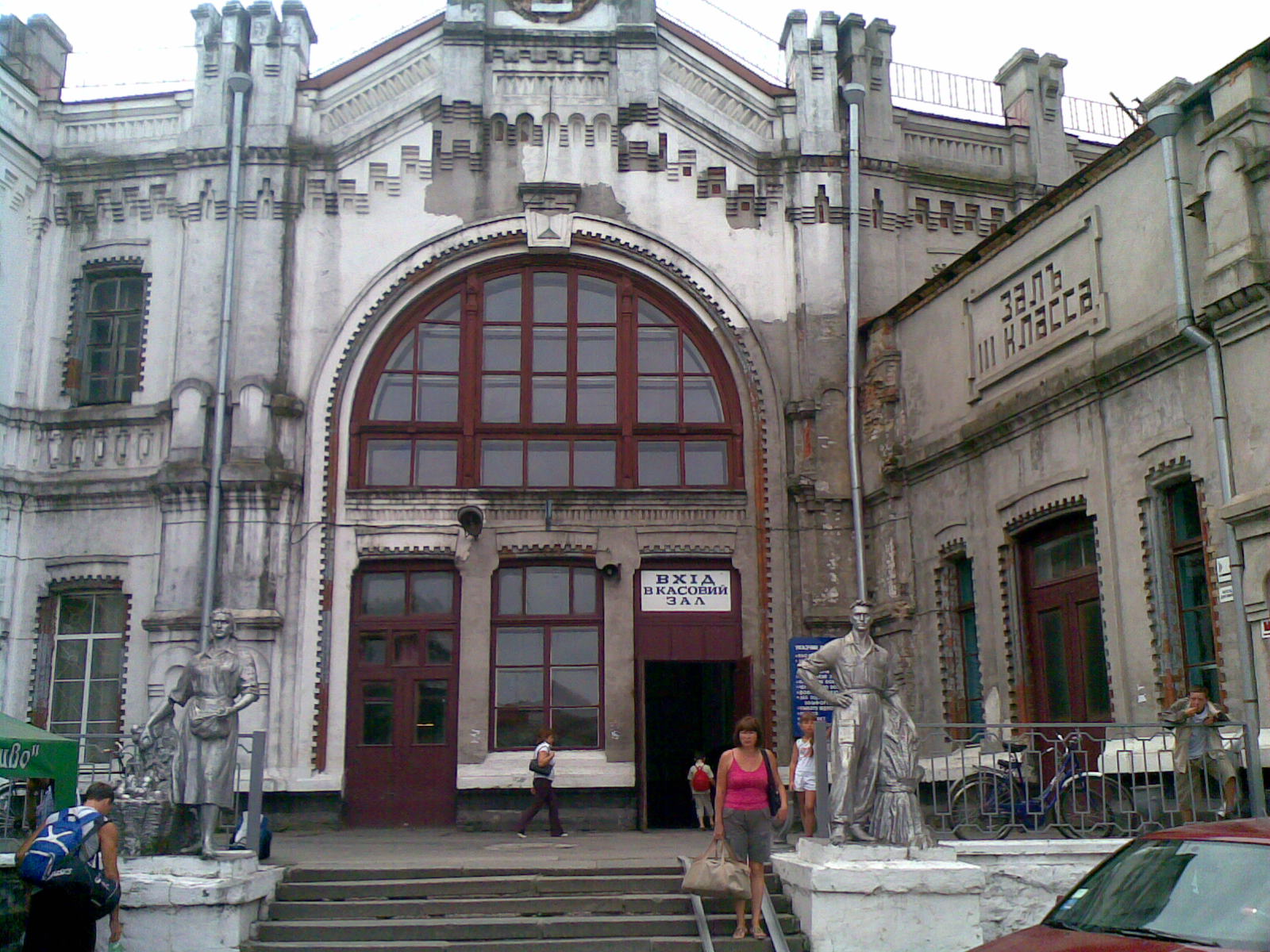
Estació de tren de Koziàtyn, entrada principal.
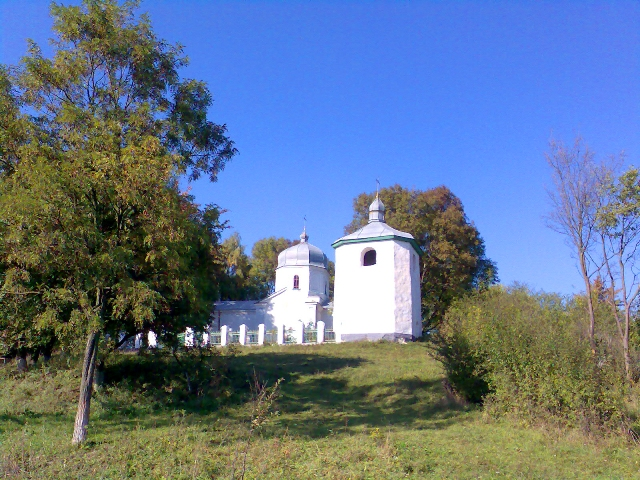
Església a la vila de Hlúkhivtsi.